# Juliusz Zarębski

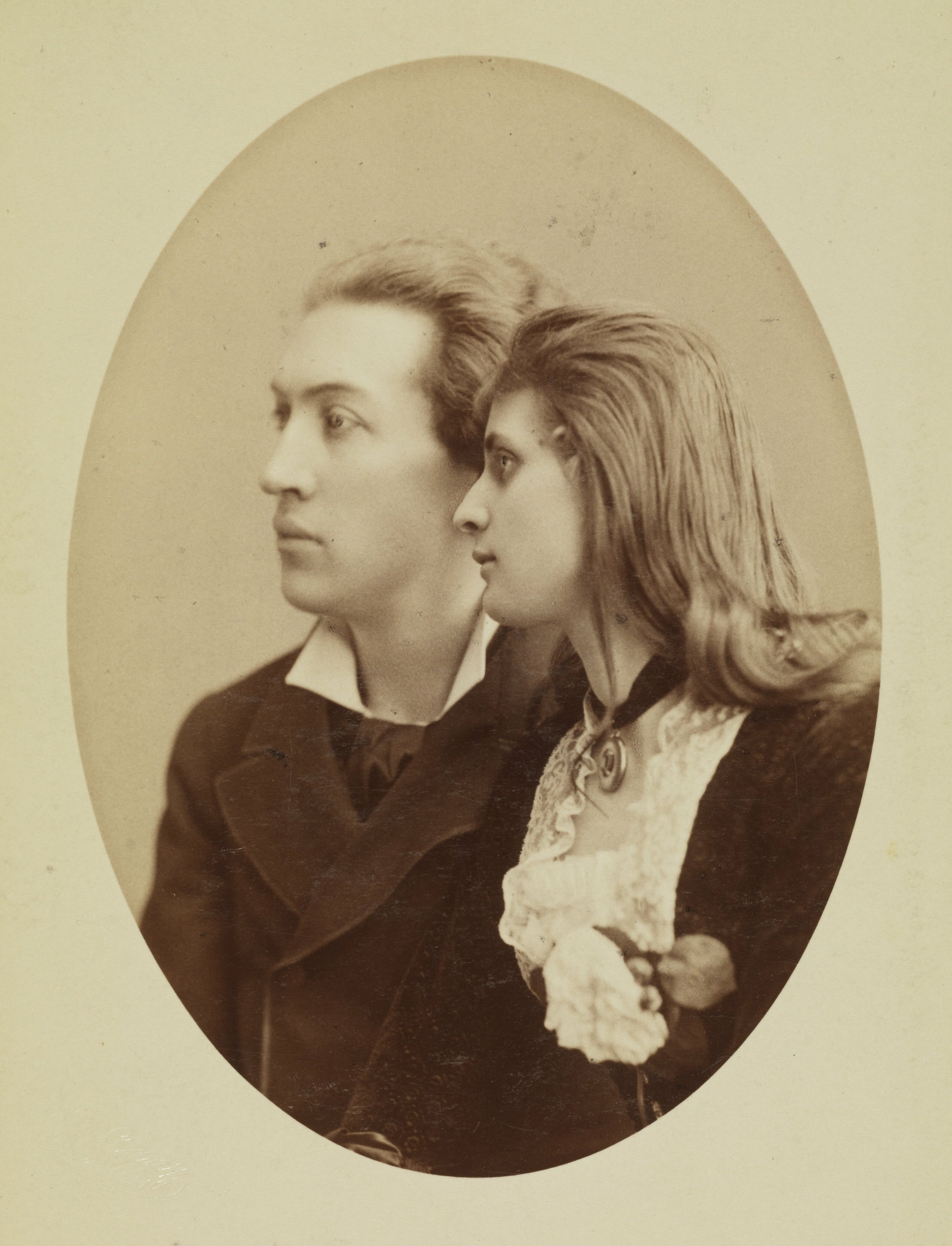

Juliusz Zarębski (ur. 16 lutego?/28 lutego 1854 w Żytomierzu, zm. 15 września 1885 tamże) – kompozytor i pianista polski; przedwcześnie zmarły twórca słynnego Kwintetu fortepianowego g-moll, powszechnie uważanego za najwybitniejsze dzieło polskiej kameralistyki romantycznej.

## Życiorys
Zarębski studiował w Konserwatorium Wiedeńskim, które ukończył w 1872 ze złotymi medalami w klasie kompozycji (u Franza Krenna) i fortepianu (u Josefa Dachsa). Kontynuował studia w Konserwatorium Petersburskim, którego dyplom uzyskał w przeciągu zaledwie 3 miesięcy w 1873. W 1874 udał się do Rzymu gdzie przez rok studiował pod kierunkiem Liszta, stawszy się jego ulubionym uczniem. Jemu to właśnie Zarębski zadedykuje swoje najwybitniejsze dzieło, Kwintet fortepianowy g-moll op. 34 (1885), napisane na krótko przed swoją śmiercią na gruźlicę w wieku zaledwie 31 lat.
Od 30 stycznia 1880 do śmierci pięć lat później pracuje na stanowisku profesora Konserwatorium w Brukseli. Podczas Wystawy w Paryżu w 1878 zachwyca publiczność grą na fortepianie o dwóch klawiaturach.
W roku 1879 ożenił się z pianistką niemiecką Johanną Wenzel, również uczennicą Liszta, późniejszą Janiną Zarębską (zm. 1928).
Od koncertów w Odessie i Kijowie wiosną 1874 rozpoczyna swoją karierę pianisty-wirtuoza. Z wielkim sukcesem koncertuje w wielu innych miastach Europy, m.in. w Rzymie, Neapolu, Konstantynopolu, Warszawie, Paryżu i Londynie.
Zarębski był jednym z bardziej oryginalnych kompozytorów polskich 2. połowy XIX wieku. Jego kompozycje na fortepian, poza widocznymi wpływami Liszta, wskazują na rozwój niektórych technik kompozytorskich Chopina, szczególnie w twórczym sposobie wykorzystania motywów ludowych, a cykl fortepianowy Róże i ciernie op. 13 zapowiada fakturę fortepianową impresjonizmu. Największym jednak jego osiągnięciem kompozytorskim jest napisany na krótko przed śmiercią Kwintet fortepianowy g-moll op. 34. Fakt, że Kwintet do roku 1931 pozostawał nieopublikowany, przyczynił się do tego, że utwór ten nie zajął należnego mu miejsca w repertuarze światowej muzyki kameralnej.

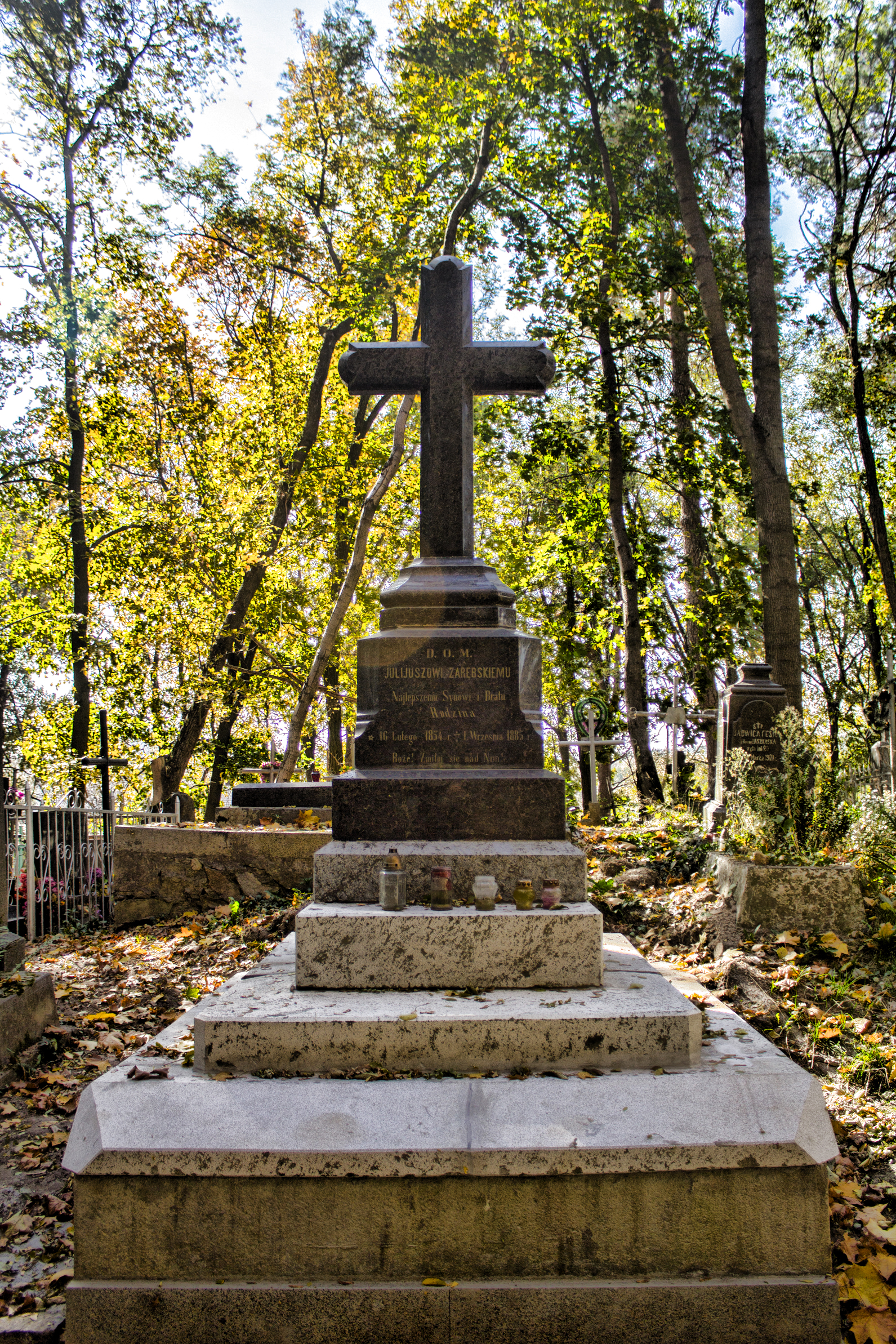
Nagrobek Juliusza Zarębskiego na cmentarzu w Żytomierzu

Jego mogiła znajduje się na starym polskim cmentarzu w Żytomierzu, blisko odnowionej niedawno kaplicy, po lewej stronie od drogi wiodącej do tejże kaplicy. Podobno jego serce jest zamurowane w Żytomierskiej katedrze katolickiej św. Zofii.

## Borodin o Zarębskim
Gdy w 1877 roku Aleksandr Borodin odwiedził Liszta, zapoznał się również z Zarębskim. Oto fragmenty jego listów opisujące Zarębskiego:
„Zarębski podszedł do mnie i począł prawić mi różne komplementy na temat mojej symfonii. Mówił po rosyjsku z silnym polskim akcentem. Była z nim jego narzeczona, berlinianka, również pianistka, bardzo ładniutka, ale nieprawdopodobna kokietka. Oboje ubrani niezwykle cudacznie, w oryginalne kostiumy, w kapeluszach o zdumiewającym fasonie, z długimi rozpuszczonymi włosami – stanowili widowisko krańcowo dziwne.”
„Jako pianista Zarębski jest diabelnie utalentowany, ale również i jako kompozytor. W ogóle czeka go olśniewająca przyszłość.”

## Twórczość
utwory na fortepian
(BN = Biblioteka Narodowa w Warszawie)
- Andante ma non troppo, BN.
- Romance sans paroles f-moll, ok. 1870, BN.
- Adieu f-moll, ok. 1870, BN.
- Maria, uw. do opery, pf 4 ręce, 1871, BN.
- Marsz, pf 4 ręce, 1875, zaginiony.
- Wielka fantazja, 1876, zniszczona przez kompozytora.
- utwory na fortepian o 2 klawiaturach, 1878, zaginione.
- Menuet op. 1 (n.p. 1879).
- 3 danses galiciennes, pf 4 ręce, op. 2 (Berlin 1880).
- Etiuda koncertowa, G, op. 3 (Berlin 1879).
- 4 Mazurki, pf 4 ręce, op. 4 (Berlin 1880).
- 2 morceaux en forme de mazurka, pf 4 ręce, op. 5 (Berlin 1881).
- Grande polonaise, Fis-dur, op. 6 (Berlin 1881).
- 3 études de concert op. 7 (Moguncja 1881).
- Mazurek koncertowy c-moll op. 8 (Moguncja 1882).
- Fantaisie polonaise op. 9, ok. 1877 (Moguncja 1882).
- Polonaise mélancolique op. 10 (Moguncja 1882).
- Polonaise triomphale, pf 4 ręce, op. 11 (Moguncja 1882), także instrumentacja na orkiestrę (patrz niżej).
- Divertissement à la polonaise, pf 4 ręce, op. 12 (Moguncja 1883).
- Les roses et les épines (Róże i ciernie) op. 13 (Moguncja 1883).
- impromptu-caprice op. 14 (Lipsk 1883).
- Mazurka de concert no.2 g-moll op. 15 (Lipsk 1883).
- Suite polonaise op. 16 (Lipsk 1883).
- Valse sentimentale op. 17 (Lipsk 1884).
- Ballade g-moll op. 18 (Wrocław 1884).
- Novellette-caprice op. 19 (Wrocław 1884).
- Sérénade burlesque op. 20 (Wrocław 1884).
- Berceuse op. 22 (Lipsk 1884).
- A travers Pologne, pf 4 ręce, op. 23 (Wrocław 1884).
- Valse-caprice op. 24 (Lipsk 1884).
- Tarantelle op. 25 (Lipsk ?1885).
- Sérénade espagnole op. 26 (Lipsk 1883).
- Etrennes op. 27 (Wrocław 1885).
- Polonaise op. 28 (Lipsk 1885).
- Gavotte op. 29 (Lipsk 1885).
- Valse op. 30 (Lipsk 1885).
- Barcarolle op. 31 (Lipsk 1885).
- Menuet op. 32 (Moguncja 1885).

pozostałe
- Polonaise triomphale A-dur op. 11 (1882), instrumentacja fortepianowego utworu pod tym samym tytułem na wielką orkiestrę symfoniczną, z tym samym numerem opusowym (jedyny utwór orkiestrowy kompozytora, niedawno odkryty; prawykonanie odbyło się 9 listopada 2006 w Krakowie, podczas Festiwalu Kompozytorów Polskich).
- Pieśni:
  - Wilija, naszych strumieni rodzica (sł. A. Mickiewicz zaginiona).
  - Te rozkwitłe świeże drzewa (sł. A. Mickiewicz), BN.
  - Akacja (ok.1880).
- Kwintet fortepianowy g-moll op. 34 (1885, opubl. Warszawa 1931) – dedykowany Ferencowi Lisztowi.

## Upamiętnienie
Juliusz Zarębski jest patronem jednej z ulic w Katowicach oraz Państwowej Szkoły Muzycznej I stopnia nr 3 w Warszawie.